# Schloss Rössing
Das Schloss Rössing ist die ehemalige Stammburg der Herren von Rössing östlich der Kirche des Ortsteils Rössing der Gemeinde Nordstemmen im niedersächsischen Landkreis Hildesheim.

## Geschichte
Das Geschlecht der Herren von Rössing ist bereits seit 1132 im namensgebenden Ort nachzuweisen. Die Burg wurde 1133/34 anlässlich ihrer Zerstörung durch den Hildesheimer Bischof erstmals erwähnt. Nach deren Wiederaufbau ließ sich das Fürstentum Lüneburg 1342 von den Herren von Rössing zusichern, dass die aus Kemenate und Wohnung bestehende Burg abgebrochen würde, wenn es von herzoglicher Seite verlangt würde. 1431 ließ Herzog Wilhelm d. Ä. im gerade entstandenen Fürstentum Calenberg die Burg mit der Auflage schleifen, sie nie wieder aufzubauen. In der Hildesheimer Stiftsfehde  zwischen 1519 und 1523 wurde der als Burghof bezeichnete Sitz der Rössing erneut zerstört. Von 1579 bis 1589 bauten die von Rössing im Ort das Schloss, das sich noch heute in ihrem Besitz befindet.

## Beschreibung
Die Gestalt der mittelalterlichen Wasserburg ist unbekannt, an sie erinnert nur noch der Flurname „Burghof“. Das Renaissanceschloss ist von einem Wassergraben umgeben, der vom Rössingbach gespeist wird. Die darüber führende Zugbrücke ist 1821 durch eine Brücke ersetzt worden. Die Anlage besteht aus drei Trakten. Der Nordflügel ist ein teils verkleidetes Fachwerkgebäude mit verputztem Steinsockel, das im 2. Viertel des 19. Jahrhunderts neu aufgebaut wurde. Ihm ist 1909/10 im Westen ein mächtiger Anbau im neogotischen Stil angefügt worden. Mit dem Nordflügel ist der Ostflügel durch einen Treppenturm in Fachwerkkonstruktion verbunden. Der Ostflügel stammt noch von 1589 und besteht aus einem Fachwerkgebäude mit Bruchsteinsockel. Nord- und Ostflügel stehen über älteren Kellergewölben.
Die Gebäude des südwestlich davor liegenden Wirtschaftshofes sind zwischen 1900 und 1920 errichtet worden.

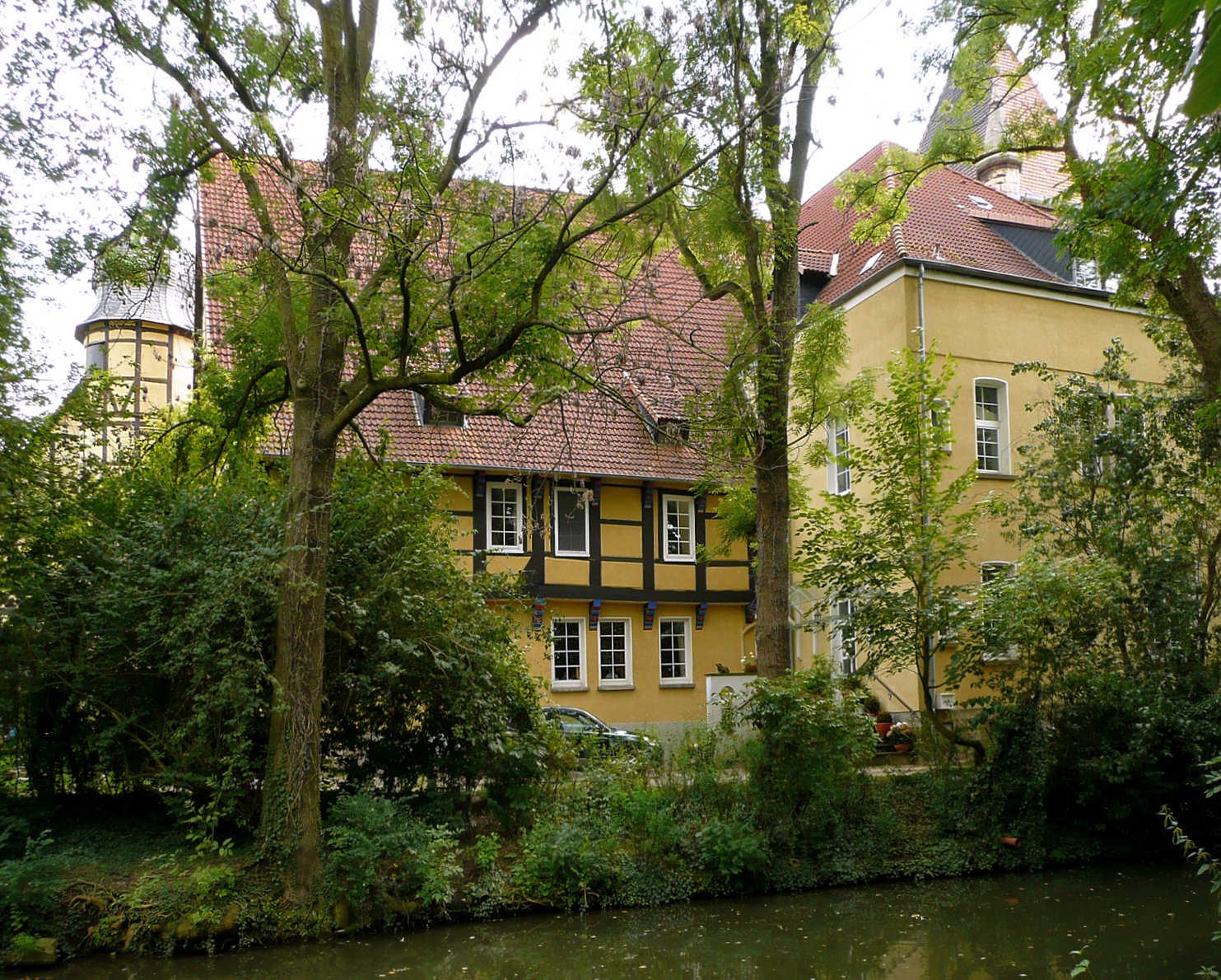
Seitliche Ansicht mit Wassergraben
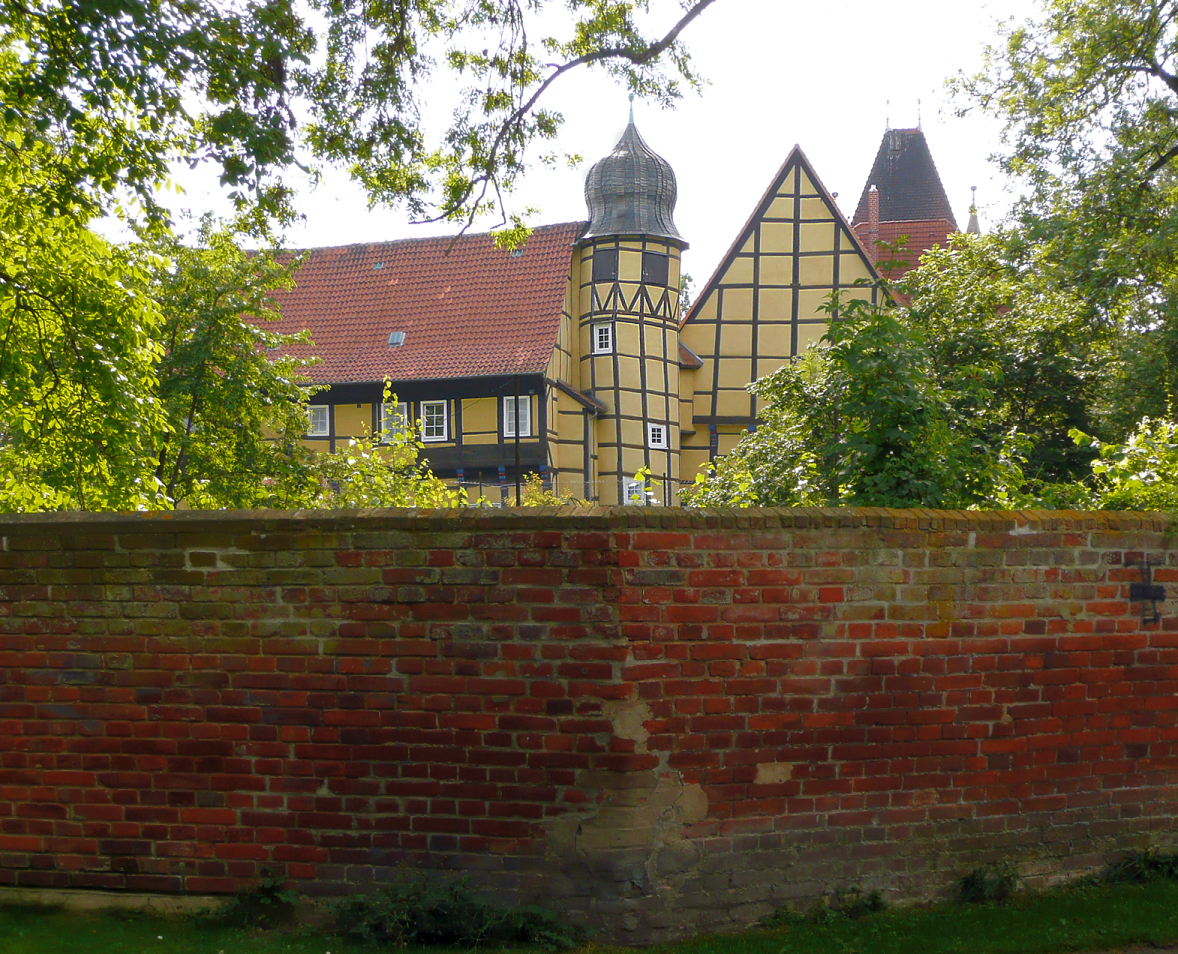
Rückwärtige Ansicht mit Mauer